# 图斯科拉诺
图斯科拉诺（Q. VIII Tuscolano）是意大利罗马的第八新城分区（quartieri），由首字母Q. VIII标识。该名称源自古道图斯科拉诺道。

## 名胜
- 进教之佑圣母圣殿 ，建于20 世纪（1931-38）。
- 菲奥雷利别墅圣法比盎圣万南修堂 ，建于20 世纪（1933-36）。
- 奥勒良城墙 。
- Tor Fiscale，13 世纪的塔楼。
- 圣若望门 ，在阿皮奥广场。
- 瑪西亞水道。
- 亚历山大水道。
- 斐理斯水道。
- 教宗克勉十二世喷泉，在图斯科拉诺街，16 世纪的喷泉。